# Назад в будущее. Трилогия (саундтрек)
Назад в будущее. Трилогия (англ. The Back to the Future Trilogy) — это лицензионный саундтрек 1999 года к серии фильмов «Назад в будущее». Он был выпущен 21 сентября 1999 года под Varèse Sarabande. Альбом состоит из многочисленных реплик Алана Сильвестри из всех трех фильмов «Назад в будущее» и редкого трека из «Назад в будущее: Путешествие» тематического парка Universal Studios. В то время как треки из «Назад в будущее 3» взяты из оригинального саундтрека, треки из части I, части II и Путешествия являются перезаписанными Джоном Дебни и Королевским шотландским национальным оркестром в Glasgow City Halls.

## Трэк-лист
Вся музыка написана Аланом Сильвестри.
| №  | Название                        | Длительность |
| -- | ------------------------------- | ------------ |
| 1. | «Back to the Future»            | 3:28         |
| 2. | «Skateboard Chase»              | 1:45         |
| 3. | «Marty's Letter»                | 1:34         |
| 4. | «Clocktower Pt. 1»              | 5:22         |
| 5. | «Clocktower Pt. 2 / Helicopter» | 5:42         |
| 6. | «'85 Lone Pine Mall»            | 3:43         |
| 7. | «4x4»                           | 0:54         |
| 8. | «Doc Returns»                   | 1:27         |

| №   | Название            | Длительность |
| --- | ------------------- | ------------ |
| 9.  | «Hill Valley, 2015» | 4:11         |
| 10. | «Burn the Book»     | 2:46         |
| 11. | «He's Gone»         | 0:44         |
| 12. | «The Letter»        | 2:00         |
| 13. | «I'm Back»          | 0:51         |
| 14. | «End Logo»          | 0:19         |
| 15. | «The West»          | 1:12         |

| №   | Название                                 | Длительность |
| --- | ---------------------------------------- | ------------ |
| 16. | «Main Title»                             | 3:06         |
| 17. | «Indians»                                | 1:10         |
| 18. | «Point of No Return (The Train Pt. III)» | 3:48         |
| 19. | «End Credits»                            | 4:00         |

| №                   | Название                       | Длительность |
| ------------------- | ------------------------------ | ------------ |
| 20.                 | «Back to the Future: The Ride» | 4:10         |
| Общая длительность: | Общая длительность:            | 55:09        |